# Юлиус Магнуссон
Юлиус Магнуссон (исл. Júlíus Magnússon; род. 28 июня 1998, Исландия) — исландский футболист, полузащитник шведского «Эльфсборга».

## Клубная карьера
Является воспитанником «Викингура» из Рейкьявика. В январе 2015 года перешёл в нидерландский «Херенвен», с которым подписал трёхлетний контракт и присоединился к молодёжной команде клуба. В мае 2017 года подписал новый двухлетний контракт с командой.
В феврале 2019 года вернулся в «Викингур». Первую игру за клуб провёл 1 марта того же года в матче Кубка исландской лиги с «Гроуттой». 26 апреля дебютировал за клуб в чемпионате Исландии в игре с «Валюром». За четыре сезона вместе с клубом один раз стал чемпионом страны в 2021 году и трижды выигрывал кубок.
В феврале 2023 года Магнуссон стал игроком норвежского «Фредрикстада», подписав с ним соглашение, рассчитанное на три года. Дебютировал за клуб 10 апреля в матче ОБОС-лиги с «Кристиансунном». По итогам сезона вместе с клубом занял первое место в турнирной таблице и вышел в Элитсерию. В 2024 году «Фредрикстад» добрался до кубка Норвегии. В финальной встрече с «Мольде» Магнуссон был капитаном, а его команда оказалась сильнее соперника в серии пенальти и завоевала трофей.
10 января 2025 года перешёл в шведский «Эльфсборг», с которым подписал контракт, рассчитанный на пять лет.

## Карьера в сборной
Выступал за юношеские сборные Исландии различных возрастов, а также за молодёжную сборную. 9 июня 2022 года дебютировал за национальную сборную Исландии в товарищеской встрече с Сан-Марино, появившись на поле на 87-й минуте вместо Арона Траундарсона.

## Достижения
Викингур Рейкьявик
- Чемпион Исландии: 2021
- Обладатель кубка Исландии: 2019, 2021, 2022

Фредрикстад
- Обладатель кубка Норвегии: 2024

## Клубная статистика
| Выступление      | Выступление                   | Выступление      | Лига | Лига | Кубки | Кубки | Конт. кубки | Конт. кубки | Разное | Разное | Итого | Итого |
| Клуб             | Лига                          | Сезон            | Игры | Голы | Игры  | Голы  | Игры        | Голы        | Игры   | Голы   | Игры  | Голы  |
| ---------------- | ----------------------------- | ---------------- | ---- | ---- | ----- | ----- | ----------- | ----------- | ------ | ------ | ----- | ----- |
| Викингур         | Избранная лига                | 2019             | 17   | 1    | 4     | 0     | 0           | 0           | 0      | 0      | 21    | 1     |
| Викингур         | Избранная лига                | 2020             | 16   | 0    | 2     | 0     | 1           | 0           | 1      | 0      | 20    | 0     |
| Викингур         | Избранная лига                | 2021             | 21   | 2    | 4     | 0     | 0           | 0           | 0      | 0      | 25    | 2     |
| Викингур         | Избранная лига                | 2022             | 24   | 4    | 5     | 0     | 8           | 1           | 1      | 0      | 38    | 5     |
| Викингур         | Итого                         | Итого            | 78   | 7    | 15    | 0     | 9           | 1           | 2      | 0      | 104   | 8     |
| Фредрикстад      | 1-й дивизион                  | 2023             | 28   | 0    | 1     | 0     | 0           | 0           | 0      | 0      | 29    | 0     |
| Фредрикстад      | Чемпионат Норвегии по футболу | 2024             | 30   | 2    | 4     | 0     | 0           | 0           | 0      | 0      | 34    | 2     |
| Фредрикстад      | Итого                         | Итого            | 58   | 2    | 5     | 0     | 0           | 0           | 0      | 0      | 63    | 2     |
| Эльфсборг        | Алльсвенскан                  | 2025             | 0    | 0    | 0     | 0     | 0           | 0           | 0      | 0      | 0     | 0     |
| Эльфсборг        | Итого                         | Итого            | 0    | 0    | 0     | 0     | 0           | 0           | 0      | 0      | 0     | 0     |
| Всего за карьеру | Всего за карьеру              | Всего за карьеру | 136  | 9    | 20    | 0     | 9           | 1           | 2      | 0      | 167   | 10    |

## Статистика в сборной
| Матчи и голы Юлиуса Магнуссона за национальную сборную Исландии | Матчи и голы Юлиуса Магнуссона за национальную сборную Исландии | Матчи и голы Юлиуса Магнуссона за национальную сборную Исландии | Матчи и голы Юлиуса Магнуссона за национальную сборную Исландии | Матчи и голы Юлиуса Магнуссона за национальную сборную Исландии | Матчи и голы Юлиуса Магнуссона за национальную сборную Исландии |
| №                                                               | Дата                                                            | Оппонент                                                        | Счёт                                                            | Голы                                                            | Соревнование                                                    |
| --------------------------------------------------------------- | --------------------------------------------------------------- | --------------------------------------------------------------- | --------------------------------------------------------------- | --------------------------------------------------------------- | --------------------------------------------------------------- |
| 1                                                               | 9 июня 2022                                                     | Сан-Марино                                                      | 1:0                                                             | 0                                                               | Товарищеский матч                                               |
| 2                                                               | 6 ноября 2022                                                   | Саудовская Аравия                                               | 0:1                                                             | 0                                                               | Товарищеский матч                                               |
| 3                                                               | 11 ноября 2022                                                  | Республика Корея                                                | 0:1                                                             | 0                                                               | Товарищеский матч                                               |
| 4                                                               | 8 января 2023                                                   | Эстония                                                         | 1:1                                                             | 0                                                               | Товарищеский матч                                               |
| 5                                                               | 12 января 2023                                                  | Швеция                                                          | 1:2                                                             | 0                                                               | Товарищеский матч                                               |

Итого:5 матчей и 0 голов; 1 победа, 1 ничья, 3 поражения.